# 337700 Korpas
337700 Korpas este o planetă minoră (asteroid) din centura de asteroizi. A fost descoperită pe 10 octombrie 2001 la Observatorul Palomar de Near Earth Asteroid Tracking. 
Obiectul prezintă o orbită caracterizată de o semiaxă mare de 2,3624460533561 UAi, o excentricitate de 0,1846448133637, o înclinație de 3,9610951309652 ° în raport cu ecliptica.